# أنف وثلاث عيون (فلم)
أنف وثلاث عيون هو فيلم سينمائي درامي مصري، عن قصة لإحسان عبد القدوس. أنتج عام 1972 وأخرجه حسين كمال. حصل الفيلم على جائزة الإخراج في المهرجان القومي. والفيلم بطولة ماجدة، نجلاء فتحي، محمود ياسين، ميرفت أمين، صلاح منصور، حمدي أحمد.

## قصة الفيلم
الدكتور هاشم (محمود ياسين) رجل ناجح في عمله وله مغامرات نسائية عديدة. تعجب به أمينة (ماجدة) رغم إنها متزوجة من عبد السلام (حمدي أحمد)، تنجح في إقامة علاقة معه. ينصحها هاشم أن تتركه وتعود لزوجها فتعمل بنصيحته مضطرة؛ لكنها ما تلبث أن تمل من الحياة مع زوجها وتطلب الطلاق وتعود للدكتور هاشم الذي يحاول أن يتهرب منها رغم حبها الشديد له. يقابل هاشم نجوى (نجلاء فتحي) إحدى مريضاته التي تعاني من عدم القدرة علي السير بسبب حالتها النفسية، فيقع في حبها ويقرر أن يتزوجها؛ فيتخلص من أمينة ويهجرها في نفس الوقت التي تعترف له نجوى أنها تعيش مع رجل يصرف عليها وأنها لا تصلح للزواج منه. فينهار ويحاول أن يتعرّف علي أخرى وبالفعل يقابل رحاب (ميرفت أمين) الفتاة الهيبية المتحررة والتي لا تتوانى في أن تقيم علاقة مع أي شاب ولكنه يرفض تحررها هذا ولا يستطيع مجارتها. يشعر هاشم بالتعاسة لفشله في الحب رغم مغامراته العاطفية. في النهاية يقابل أمينة من جديد في أحد البارات بعد أن أصبحت تبيع نفسها لمن يدفع. ويدرك أنه السبب في ضياعها ولكن بعد فوات الأوان.

## الممثلون
- ماجدة
- نجلاء فتحي
- محمود ياسين
- ميرفت أمين
- صلاح منصور
- حمدي أحمد